# 淨業院

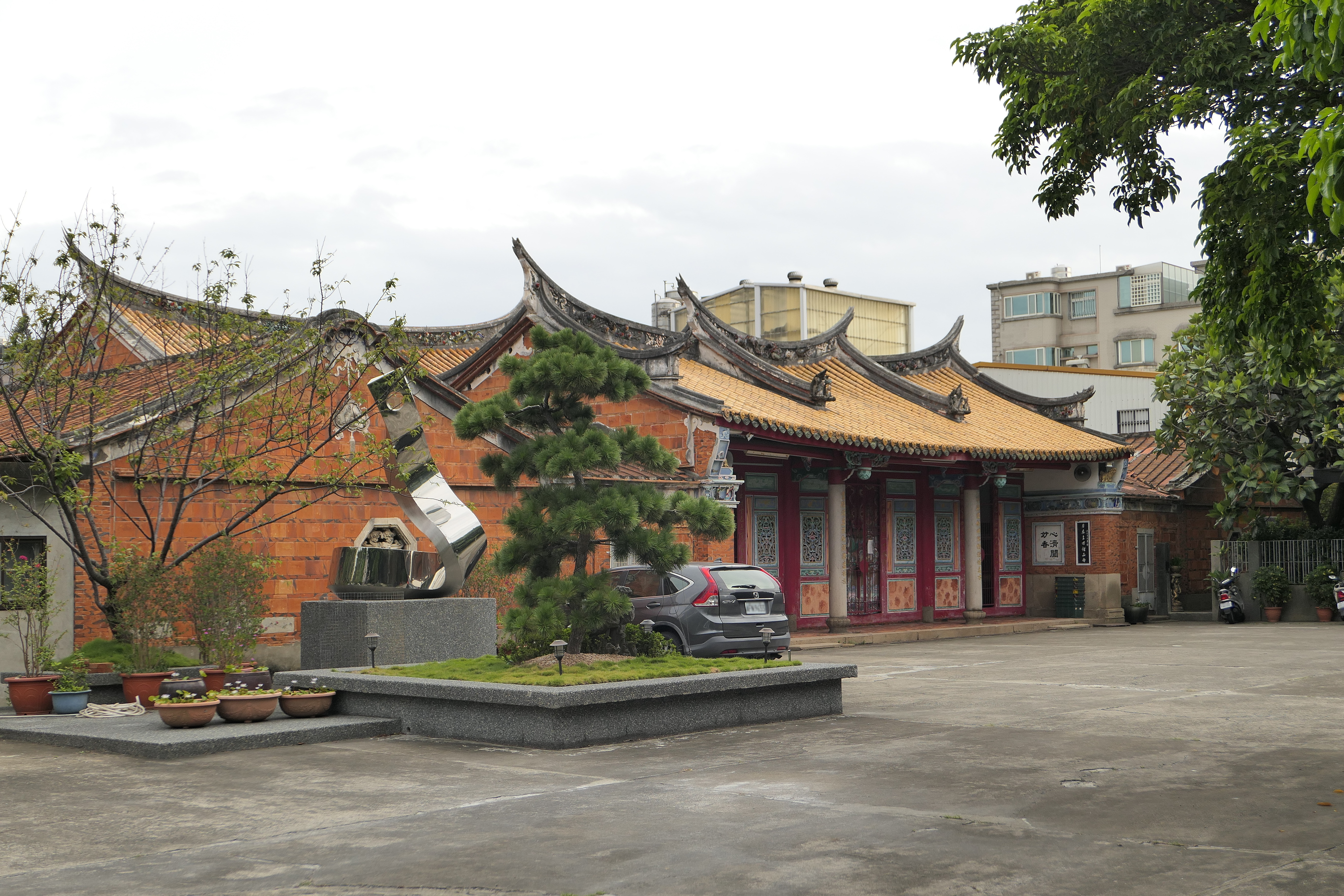
另一個角度的淨業院

淨業院，原為台灣新竹市北區的龍華派齋堂，1902年由新竹仕紳鄭如蘭為其元配鄭陳潤（釋號普慈）修佛所建，作為女性獨身修行的道場。鄭氏曾在香山海邊興建一善堂，但因交通來往不便，後來在北門外興建了此齋堂，後來逐漸轉為佛教禪宗派別，為日治時期新竹重要的佛教基地之一。
2014年2月的連日降雨造成淨業院部分牆面崩塌，2018年5月由文化資產審議指定為市定古蹟，2019年4月正式登錄。

## 建築特色
淨業院為傳統合院式建築，風格上結合了齋堂建築、日式建築、洋式建築的特色，兩進兩護形成口字型，格局完整。院內仍保留了許多當時的建築裝飾，如剪黏、泥塑、彩繪、書法、玻璃、木作等。